# Upplands runinskrifter 1143
Runinskrift U 1143 är en runsten som står bredvid U 1144 på nordsidan av den äldre kyrkogårdsmuren vid Tierps kyrka i Tierps socken, Uppland.

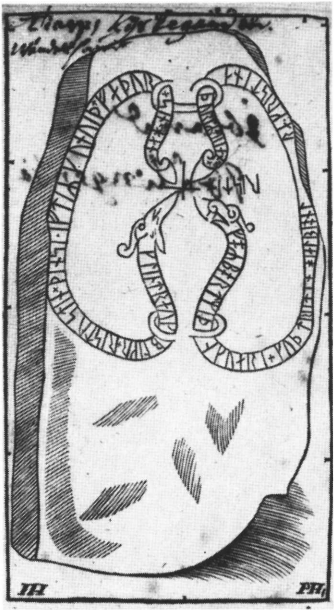
U 1143 avbildad av Petrus Helgonius och Johan Hadorph.

## Stenen
Stenen är en så kallad Ingvarssten som berättar om de män som följde Ingvar den vittfarne på ett vikingatåg som gick österut genom Gårdarike och ner mot Kaspiska havet.
Stenen är starkt sliten och runorna nästintill oläsbara eftersom runstenen tidigare har använts som tröskelsten i kyrkan. Texten har dock bevarats i avritningar från 1600-talet. Den från runor translittererade och översatta inskriften följer nedan:

## Inskriften

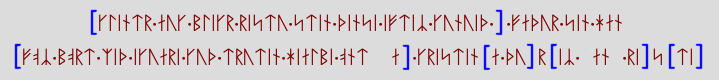
Runslingan på U 1143

Runtext:
[‍ᚴᛚᛁᚾᛏᚱ᛫ᛅᚢᚴ᛫ᛒᛚᛁᚴᚱ᛫ᚱᛁᛋᛏᚢ᛫ᛋᛏᛁᚾ᛫ᚦᛁᚾᛋᛁ᛫ᛁᚠᛏᛁᛦ᛫ᚴᚢᚾᚢᛁᚦ᛫‍]
ᚠᛅᚦᚢᚱ᛫ᛋᛁᚾ᛫ᚼᛅᚾ
[‍ᚠᚮᛦ᛫ᛒᚮᚱᛏ᛫ᛘᛁᚦ᛫ᛁᚴᚢᛅᚱᛁ᛫ᚴᚢᚦ᛫ᛏᚱᚢᛏᛁᚾ᛫ᚼᛁᛅᛚᛒᛁ᛫ᚮᚾᛏ ᛅ ]
ᚴᚱᛁᛋᛏᛁᚾ‍[ᛅ᛫ᚦᚢ‍ᚱ‍ᛁᛦ᛫‍ᛅᚾ‍᛫ᚱᛁ‍ᛋ‍ᛏᛁ‍]
Runsvenska:
Klintr(?) ok BlæikR ræistu stæin þennsi æftiR Gunnvið,
faður sinn. Hann
for bort með Ingvari. Guð drottinn hialpi and
[ald]ra kristinna. ÞoriR [ru]na[R](?)/[Tr]an[i](?) risti.
Nusvenska:
"Klint och Blek reste denna sten efter Gunnvid sin fader.
Han for bort med Ingvar.
Gud drotten hjälpe alla kristnas ande.
Torir runorna ristade."